# Werbeset
Werbeset bezeichnet eine Zusammenstellung von mehreren Werbeartikeln, die in hoher Anzahl zu einem Set-Preis von Werbeartikel-Shops verkauft werden.

## Definition
Ein Sortiment von verschiedenen Streuartikeln – meistens Kugelschreiber, Feuerzeuge, Streichhölzer, Schlüsselanhänger, USB-Sticks usw. –, die sich durch die hohen Stückzahlen und eine deutlich günstigere Preisgestaltung als bei Einzelbestellung zeigt. Im Kaufpreis des Werbesets ist meistens eine Bedruckung oder Gravur des Artikels enthalten. Die enthaltenen Werbeartikel sind durch die hohe Stückzahl für eine Werbekampagne mit Streuwirkung gedacht. Diese werden dann verschenkt oder unter großem Publikum verteilt. Der eigentliche Zweck ist die Erhöhung des Bekanntheitsgrads des Unternehmens, eines bestimmten Produkts oder unterstützend zu einer Werbekampagne auf breiter Basis. Werbesets werden oft bei Veranstaltungen wie Karnevalsumzügen, Messen, Festivals, Ausstellungen oder zu Produkteinführungen eingesetzt.

## Aufdruck
Die Werbesets können auf unterschiedliche Art und Weise bedruckt werden. Entweder alle Artikel werden mit Logo und Claim bedruckt oder können bei geeigneten Oberflächen auch graviert werden. Dies gibt es in den unterschiedlichsten Verfahren wie z. B. Sieb-, Tampon-, Sublimationsdruck (für kleine Auflagen), sowie auch Transferdruck (nur für Textilien). Für Lederwaren können auch Aufdrucke im Prägeverfahren verwendet werden.

## Steuern
Es gibt einen gesetzlich vorgegebenen Höchstbetrag für betriebliche Aufwendungen, für veranlasste Geschenke wie z. B. an Geschäftsfreunde, Kunden oder andere für den Betrieb wichtige Personen (nicht eigene Arbeitnehmer). Dieser darf nur bis zur Höhe von insgesamt 35 Euro (Netto) pro Empfänger und Kalenderjahr steuerlich als Betriebsausgabe geltend gemacht werden. Sowie auch die Kosten einer Bedruckung des Artikels als Werbeträger und die Umsatzsteuer, sofern das schenkende Unternehmen nicht zum Vorsteuerabzug berechtigt ist. Die verschiedenen Höchstgrenzen für Netto Anschaffungskosten bei Werbegeschenken sind zu berücksichtigen (§ 37b EStG; § 4 Abs. 5 Nr. 1 Satz 2 EStG; § 15 Abs. 1a Satz 1 UStG).